# لويس إيرنيستو خوسيه
لويس إيرنيستو خوسيه (بالإنجليزية: Luis Ernesto José) (11 أكتوبر 1975 - ) هو ملاكم دومينيكي، صنّف ضمن فئة وزن الخفيف.

## وصلات خارجية
- لويس إيرنيستو خوسيه على موقع بوكس ريك (الإنجليزية) (registration required)